# يان ماكدونالد (ممثل)
يان ماكدونالد (بالإنجليزية: Ian MacDonald)‏ هو ممثل أمريكي، ولد في 28 يونيو 1914 في الولايات المتحدة، وتوفي بنفس المكان في 11 أبريل 1978.

## أعمال

### أفلام
- (1950) ساحة المعركة
- (1952) ظهيرة مشتعلة
- (1954) جوني غيتار
- (1959) الساحر

## وصلات خارجية
- يان ماكدونالد على موقع IMDb (الإنجليزية)
- يان ماكدونالد على موقع أول موفي (الإنجليزية)
- يان ماكدونالد على موقع قاعدة بيانات برودواي على الإنترنت (الإنجليزية)
- يان ماكدونالد على موقع قاعدة بيانات الأفلام السويدية (السويدية)
- يان ماكدونالد على موقع إن إن دي بي (الإنجليزية)
- يان ماكدونالد على موقع قاعدة بيانات الفيلم (الإنجليزية)